# Arthur Paul

Playboy Bunny – Art Paul, 1953

Arthur Paul, genannt „Art“ (* 18. Januar 1925 in Chicago, Illinois; † 28. April 2018 ebenda) war ein US-amerikanischer Grafikdesigner.

## Leben
Paul studierte von 1940 bis 1943 am Art Institute of Chicago und danach am Institute of Design (1946–1950).
Das Erkennungszeichen des Herrenmagazins Playboy, der Bunny, wurde von Art Paul kreiert. Hugh Hefner, Gründer des Magazins, hatte Paul kurz vor der Herausgabe der ersten Ausgabe 1953 in Chicago kennengelernt. Der erste Art Director des Playboy erschuf 1953 den bekannten Hasenkopf mit Ohren und Fliege. Dieses Logo befindet sich seit der zweiten Ausgabe des Playboy auf der Titelseite.
1986 wurde Art Paul feierlich in die Hall of Fame of the Art Directors Club von New York aufgenommen.